# James Cellan Jones
Pour les articles homonymes, voir Jones et James Jones.
James Cellan Jones est un réalisateur, producteur et scénariste britannique né le 13 juillet 1931 à Swansea (Royaume-Uni) et mort le 30 août 2019.

## Filmographie

### Comme réalisateur
- 1962 : Compact (série télévisée)
- 1964 : Esther Waters (TV)
- 1965 : The Ambassadors (TV)
- 1965 : The Scarlet and the Black (TV)
- 1965 : Out of the Unknown (en) (série télévisée)
- 1965 : An Enemy of the State (feuilleton TV)
- 1966 : The Hunchback of Notre Dame (en) (série télévisée)
- 1967 : La Dynastie des Forsyte (feuilleton TV)
- 1968 : The Portrait of a Lady (TV)
- 1969 : Beach Head (TV)
- 1969 : The Way We Live Now (TV)
- 1969 : The Creative Impulse (TV)
- 1970 : E.E. Cummings (TV)
- 1970 : Olive (TV)
- 1970 : Roads to Freedom (série télévisée)
- 1971 : Eyeless in Gaza
- 1972 : The Golden Bowl (en) (feuilleton TV)
- 1973 : Bequest to the Nation
- 1973 : Black and Blue (série télévisée)
- 1973 : Secrets (TV)
- 1974 : Jennie: Lady Randolph Churchill (feuilleton TV)
- 1978 : Kean (TV)
- 1980 : The Day Christ Died (en) (TV)
- 1981 : Unity (TV)
- 1983 : Mrs. Silly (TV)
- 1983 : The Kingfisher (TV)
- 1983 : The Comedy of Errors (TV)
- 1984 : Oxbridge Blues (feuilleton TV)
- 1984 : The Bill (série télévisée)
- 1986 : Slip-Up (TV)
- 1987 : Fortunes of War (feuilleton TV)
- 1990 : A Little Piece of Sunshine (TV)
- 1991 : A Perfect Hero (feuilleton TV)
- 1991 : The Gravy Train Goes East (feuilleton TV)
- 1992 : Harnessing Peacocks (TV)
- 1993 : Brighton Belles (série télévisée)
- 1994 : Class Act (série télévisée)
- 1995 : La Musique de l'amour: Chouchou (TV)
- 1995 : The Vacillations of Poppy Carew (TV)
- 1997 : May and June (TV)
- 1997 : McLibel! (feuilleton TV)
- 1998 : Married 2 Malcolm

### Comme producteur
- 1976 : The Adams Chronicles (en) (feuilleton TV)
- 1991 : A Perfect Hero (feuilleton TV)

### Comme scénariste
- 1969 : Forum